# Parkesia noveboracensis
El chipe charquero (Parkesia noveboracensis), también conocido como reinita charquera norteña o reinita acuática norteña, es uno de los parúlidos más grandes del Nuevo Mundo. 
Se reproduce en la parte septentrional de América del Norte: Alaska, el Canadá y el norte de los Estados Unidos. 
Esta ave es migratoria, e inverna en la Florida, en las Antillas, en América Central, en Venezuela, en Colombia y en Ecuador. Es raro verla en otros países de América del Sur y en Europa Occidental.

## Descripción
Parkesia noveboracensis es un parúlido de gran tamaño, con una longitud de entre 12 a 14 cm, extensión alar de 21 a 24 cm y un peso promedio entre 13 y 25 g. En la cabeza, la corona es de color marrón con una ceja blanca. Su pico es puntiagudo y oscuro. La garganta está ligeramente rayada de marrón a negro y con un rayado más pronunciado en el pecho y costados. Su dorso es uniformemente marrón. Ambos sexos son morfológicamente similares. Las aves jóvenes tienen gamuza en lugar de una base blanca.
Entre los observadores de aves, la única especie que provoca confusión con el Parkesia noveboracensis es el estrechamente relacionado Parkesia motacilla, que tiene la parte inferior de la cola y los costados de gamuza, y patas color rosa brillante. La Parkesia motacilla también tiene una garganta más blanca con menos rayas.
Ambas especies caminan en vez de saltar, y parecen columpiarse ya que sacuden sus partes posteriores a medida que avanzan.

## Comportamiento
En las zonas de invernación en Puerto Rico, el noveboracensis evacúa las áreas de alimentación diurnas y vuela hasta 2 kilómetros hacia un refugio. Los refugios o dormideros se encuentran a menudo en los hábitats del manglar rojo.
El noveboracensis pasa el invierno en 4 hábitats principales en Puerto Rico: manglar blanco, manglar rojo, manglar negro y matorrales. Los machos, que son más grandes y emigran a principios de primavera, prefieren pasar el invierno en manglares blancos, y son capaces de mantener o aumentar de peso durante el invierno. Las hembras pasan el invierno en otros hábitats más secos y con menos comida. Los noveboracensis que pasan el invierno en manglares rojos y negros pueden mantener su peso corporal durante el invierno pero pierden peso en los matorrales.

## Reproducción
Los hábitats de cría del noveboracensis son los bosques húmedos cercanos al agua. Anidan en un tronco o entre las raíces de los árboles, ponen entre tres y seis huevos, los cuales son de color blanco o crema, con puntos marrón y gris. Estos huevos son depositados en nidos construidos con hojas, tiras de corteza y raicillas.

## Alimentación
El noveboracensis se alimenta en la tierra, comiendo insectos, moluscos y crustáceos que se encuentran entre la hojarasca.

## Vocalización
Su canto es un fuerte swee swee chit chit weedleoo, y su llamado es un fuerte tintineo.